# العلاقات الصينية اليابانية

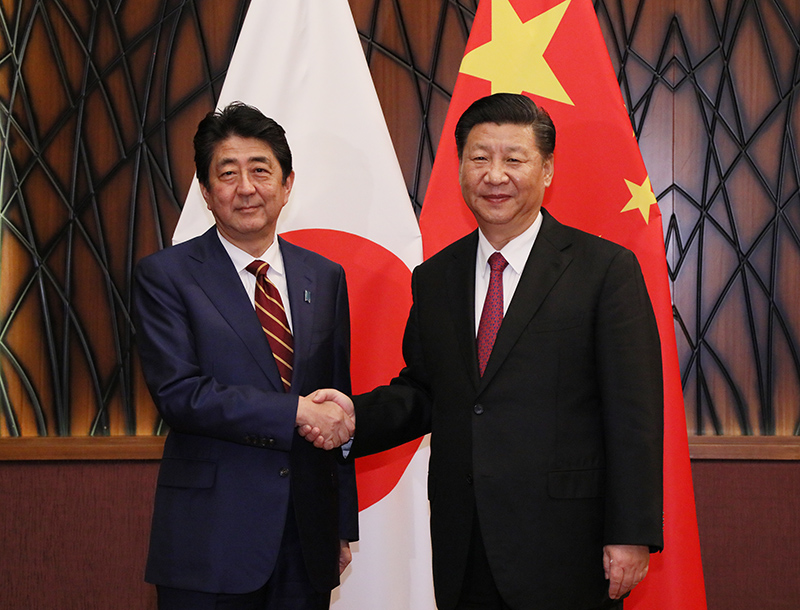
رئيس الوزراء الياباني شينزو آبي مع الرئيس الصيني زي جينبنغ سنة 2017

العلاقات الصينية اليابانية هي العلاقات الدولية بين جمهورية الصين الشعبية واليابان. يُفصل البلدان جغرافيًا عن طريق بحر الصين الشرقي. تأثرت اليابان بشدة عبر التاريخ باللغة والعمارة والثقافة والديانة والفلسفة والقانون الصيني. أقحمت اليابان نفسها، عندما فتحت باب العلاقات التجارية مع الغرب في منتصف القرن التاسع عشر، في عملية نشطة للتغريب خلال استعراش ميجي في عام 1868 لتبني التأثيرات الثقافية الأوروبية الغربية، وبدأت تنظر إلى الصين على أنها حضارة عتيقة، وكانت غير قادرة على الدفاع عن نفسها ضد القوات الغربية بسبب حروب الأفيون الأولى والثانية، والحملات الإنجليزية الفرنسية من ستينيات إلى ثمانينيات القرن التاسع عشر.
تقول الحكومة الصينية إن العلاقة بين الصين واليابان كانت متوترة في بعض الأحيان بسبب رفض اليابان الاعتراف بماضيها في زمن الحرب بما يرضي الصين وفقًا للحكومة الصينية. تقول الحكومة اليابانية إن توسع جيش التحرير الشعبي وأعماله الصارمة قد أضرت بالعلاقة الثنائية. كانت التعليقات المعدلة التي أدلى بها مسؤولون يابانيون بارزون وبعض كتب التاريخ اليابانية بشأن مذبحة نانجنغ عام 1937 موضع جدل خاص. تحسنت العلاقات الصينية اليابانية إلى حد كبير بعد أن أصبح شينزو آبي رئيس وزراء اليابان في سبتمبر عام 2006، وأصدرت دراسة تاريخية مشتركة أجرتها الصين واليابان تقريرًا في عام 2010 يشير إلى توافق جديد في الآراء بشأن مسألة جرائم الحرب اليابانية. أسفر نزاع جزر سينكاكو أيضًا عن عدد من المواجهات العدائية في بحر الصين الشرقي، والخطابات العنيفة، وأعمال شغب في جمهورية الصين الشعبية.
تعد اقتصادات الصين واليابان ثاني وثالث أكبر اقتصادات في العالم من حيث الناتج المحلي الإجمالي الاسمي. يُعد اقتصاد كل من الصين واليابان أول وأكبر اقتصاد في العالم من حيث إجمالي الناتج المحلي الإجمالي (تعادل القوة الشرائية). نمت التجارة بين الصين واليابان في عام 2008 إلى 266.4 مليار دولار بزيادة قدرها 12.5% عن عام 2007، مما يجعل الصين واليابان أكبر شريكين تجاريين متبادلين. كانت الصين أيضًا أكبر وجهة للصادرات اليابانية في عام 2009. بقيت العلاقات الصينية اليابانية غارقة في التوتر منذ نهاية الحرب العالمية الثانية مما هدد بوقوع صراع في آسيا. بدأت العداوة بين هذين البلدين من تاريخ الحرب اليابانية والإمبريالية والنزاعات البحرية في بحر الصين الشرقي (شينغ، 2011).
حاول قادة كلا الجانبين تهدئة التوتر المستمر على الرغم من العلاقات التجارية القوية التي تجمعهما سوية. التقى الرئيس الصيني شي جين بينغ ورئيس مجلس الدولة الصيني لي كه تشيانغ ورئيس الوزراء الياباني آبي شينزو عدة مرات وجهًا لوجه في محاولة لبناء علاقة ودية بين البلدين (فورمان، 2016). كانت الحجة الرئيسية بين المراقبين والمعلقين هي ما إذا كانت العلاقة بين الصين واليابان ستظل مستقرة بسبب علاقاتهما التجارية الثنائية القوية أم ستنهار بسبب التنافس والعداء التاريخي (شينغ، 2011).

## التاريخ
مع أن لليابان و الصين العديد من الروابط إلا أن تاريخ البلدين لم يكن جيداً وقد كان ملئ بالحروب بينهما ومنها الحرب الصينية-اليابانية الأولى وألتي قامت اليابان من خلالها باحتلال منشوريا الجزء الشمالي الشرقي من الصين وقد قامت اليابان في ذلك الوقت بحملة إبادة للعديد من الصينيين راح ضحيتها ملايين الصينيين ولم تنتهي الحرب كذلك لأن اليابان قامت باحتلال كامل الجزء الشرقي من الصين مع هونغ كونغ البريطانية في الحرب الصينية اليابانية الثانية خلال الحرب العالمية الثانية ولم ينتهي الاحتلال إلا في سنة 1945 بهزيمة اليابان في الحرب العالمية الثانية.
تولى ماو تسي تونغ الحكم في الصين وحولها إلى بلد شيوعي تابع للمعسكر الشرقي مع الإتحاد السوفييتي أما اليابان فوقعت تحت احتلال الولايات المتحدة وبالتالي أصبحت جزء من المعسكر الغربي وتم إنشاء حكومة ديمقراطية وأصبح التنافس قوي بين البلدين في مجال الصناعة، ما زالت اليابان في خلاف مع الصين في التنازع للإستيلاء على جزر سينكاكو.

## القضايا الثنائية الحساسة
تشير وزارة الشؤون الخارجية لجمهورية الصين الشعبية إلى بعض القضايا الحساسة بين اليابان وجمهورية الصين الشعبية:
- قضية التاريخ
- قضية تايوان
- قضية جزر دياويو/جزر سينكاكو
- قضية التعاون الأمني الياباني الأمريكي
- قضية تعويضات الحرب
- قضية الأسلحة الكيميائية اليابانية التي طُرحت في الصين

يشير الداي ميو إيتشيكا والعديد من الآخرين على إن المخاوف الأساسية للعلاقات الصينية اليابانية تجسدت بقضيتي التاريخ وتايوان. توضح هذه المقالة القضايا الموجودة أعلاه في ما يلي.

### قضية التاريخ
انضمت جمهورية الصين الشعبية إلى بلدان آسيوية أخرى، مثل كوريا الجنوبية وكوريا الشمالية وسنغافورة، في انتقاد كتب التاريخ اليابانية التي تحلل جرائم الحرب اليابانية في الحرب العالمية الثانية. زعمت هذه البلدان أن بروز السياسة العسكرية أصبح واضحًا في السياسة اليابانية. تأججت الكثير من المشاعر المعادية لليابان، وتفاقم هذا بسبب المشاعر المتزايدة للقومية الصينية، وزيارات رئيس الوزراء السابق جونيتشيرو كويزومي إلى ضريح ياسوكوني. أعلن كويزومي في بيان صادر عنه في 22 أبريل عام 2005 في جاكرتا عن «ندم عميق» يعتذر به عن جرائم الحرب في اليابان (وهو آخر اعتذار في سلسلة من الاعتذارات التي امتدت لعدة عقود)، ويعتبر العديد من المراقبين الصينيين أن الاعتذار غير كافٍ وغير مدعوم بفعل صادق.
استمر الخلاف حول جزر سينكاكو (جزر دياويو)، والذي أسفر عن اشتباكات بين المحتجين التايوانيين (الصينيين) والحكومة اليابانية في أبريل عام 2005. أدى هذا الحادث إلى احتجاجات مناهضة لليابان وعنف متقطع في أرجاء جمهورية الصين الشعبية، من بكين إلى شنغهاي، وغوانزو وشنجن وشنيانغ. نزل نشطاء من هونغ كونغ على إحدى جزر دياويو/سينكاكو المتنازع عليها في أغسطس عام 2012، وردّ القوميون اليابانيون بالنزول على الجزيرة في الأسبوع التالي. أثارت هذه الحوادث أكبر الاحتجاجات المناهضة لليابان في الصين منذ عقود حيث خرّب المتظاهرون المتاجر والسيارات اليابانية. تدهورت العلاقات أكثر استجابةً لإعلان اليابان عن خطط لشراء الجزيرة من مالكيها الخاصين في 14 سبتمبر. أدت الأخبار إلى إرسال الحكومة الصينية ست سفن مراقبة إلى الجزيرة، ومزيد من الاحتجاجات المناهضة لليابان والتي هاجم فيها المتظاهرون السفارات اليابانية في شنغهاي وبكين.
تواصل جمهورية الصين الشعبية واليابان النقاش حول العدد الفعلي للأشخاص الذين قُتلوا في عمليات اغتصاب نانجنغ. تزعم جمهورية الصين الشعبية أن ما لا يقل عن 300 ألف مدني قد قُتلوا، بينما تزعم اليابان أن عدد القتلى يقل عن أكثر من 40 ألف إلى 200 ألف. ينفي فيلم وثائقي أنتجته اليابان قبل الذكرى السنوية الستين للمذبحة بعنوان ذا تروث أباوت نانجنغ وقوع أي من هذه الجرائم الوحشية، بينما تؤمن غالبية اليابانيين بوجود المذبحة. أثارت هذه النزاعات معاداة المجتمع الصيني العالمي لليابان (بما في ذلك تايوان).

### تعويض اليابان
كان أحد العوامل العديدة التي ساهمت في إفلاس حكومة تشينغ هو مطالبة اليابان بكميات كبيرة من تعويضات الحرب من أواخر القرن التاسع عشر إلى أوائل القرن العشرين. دفعت الصين كميات كبيرة من الفضة لليابان بموجب العديد من المعاهدات، بما في ذلك معاهدة الصداقة والتجارة الصينية اليابانية (1871)، ومعاهدة شيمونوسيكي (1895)، والتدخل الثلاثي (1895) وبروتوكول الملاكم (1901). دفعت حكومة تشينغ 200 مليون تايل من الفضة لليابان للتعويض لها بعد الحرب الصينية اليابانية الأولى في عامي 1894-1895.
تسببت الحرب الصينية اليابانية الثانية (1936-1945) في خسائر اقتصادية ضخمة للصين. تنازل السياسي القومي شيانج كاي شيك عن مطالبات التعويض عن الحرب عندما أبرمت جمهورية الصين معاهدة تايبيه مع اليابان في عام 1952. تنازل الثوري الشيوعي ماو تسي تونغ عن المطالبة بتعويضات الحرب من اليابان، وذلك بعد تطبيع اليابان لعلاقاتها مع الصين في عام 1972.
قدم رئيس الوزراء الياباني السابق هاتوياما يوكيو اعتذارًا شخصيًا عن جرائم الحرب في اليابان، وخاصة مذبحة نانجنغ، قائلًا: «أشعر أنه من واجبي كمواطن ياباني الاعتذار عن مقتل مدني صيني واحد بوحشية على أيدي الجنود اليابانيين، ولا يمكن وضع الأعذار لهذا العمل بحجة حدوثه أثناء فترة الحرب».

### قضية تايوان
يعد الانفصال الرسمي بين اليابان وتايوان أحد المبادئ الأساسية للعلاقات الصينية اليابانية. تؤكد جمهورية الصين الشعبية على أن تايوان جزء من الصين وأن جمهورية الصين الشعبية هي الحكومة الشرعية الوحيدة للصين. قيل عن معاهدة تايبيه بأنها غير صالحة بموجب اتفاق عام 1972.
كانت جمهورية الصين الشعبية قلقة بشأن بعض السياسيين اليابانيين المؤيدين لتايوان، وذلك بعد أن وُضع التطبيع بين الصين واليابان بعين الاعتبار. كانت معاهدة التعاون والأمن المتبادلين بين الولايات المتحدة واليابان (1960) مشكلة كبيرة لجمهورية الصين الشعبية في نفس الوقت. تتوجه معاهدة الحلف العسكري بمضمونها إلى مضيق تايوان من وجهة نظر جمهورية الصين الشعبية. أصبحت هذه المعاهدة عاملاً كبيرًا في شؤون أمن تايوان.

### حقوق الإنسان
وقع سفراء الأمم المتحدة من 22 دولة، بما في ذلك اليابان، في يوليو عام 2019 ورقة مشتركة إلى مجلس حقوق الإنسان يدينون فيها إساءة معاملة الصين للأويغور والأقليات الأخرى، وذلك لحث الحكومة الصينية على إغلاق معسكرات إعادة التعليم في سنجان.